# IC 4688
IC 4688 је спирална галаксија у сазвјежђу Змијоноша која се налази на листи објеката дубоког неба у Индекс каталогу.
Деклинација објекта је + 11° 42' 43" а ректасцензија 18h 8m 11,9s. Привидна величина (магнитуда) објекта IC 4688 износи 13,7 а фотографска магнитуда 14,4. IC 4688 је још познат и под ознакама UGC 11125, MCG 2-46-6, CGCG 84-18, PGC 61441.